# Bake Off Italia: The Professionals - Affari di famiglia (prima edizione)
La prima edizione di Bake Off Italia: The Professionals - Affari di famiglia va in onda dal 9 al 23 dicembre 2022 su Real Time. La location è la stessa di Bake Off Italia - Dolci in forno, ovvero Villa Borromeo d'Adda, ad Arcore.
La presentatrice della gara continua ad essere Benedetta Parodi, mentre al duo consolidato dei giudici (formato da Ernst Knam e Damiano Carrara) si aggiunge un nuovo membro, Tommaso Foglia.

## Concorrenti
| Pos. | Concorrenti | Concorrenti | Concorrenti                                       | Età              | Pasticceria                      | Città                | Stato                |
| Pos. | Famiglia    | Famiglia    | Componenti                                        | Età              | Pasticceria                      | Città                | Stato                |
| ---- | ----------- | ----------- | ------------------------------------------------- | ---------------- | -------------------------------- | -------------------- | -------------------- |
| 1º   |             | Palladini   | Papà Flavio, Figlio Paolo, Figlia Valeria         | 70, 42 e 40 anni | Pasticceria Palladini            | Tezze sul Brenta     | Vincitori            |
| 2º   |             | Frascarino  | Papà Maurizio, Mamma Anna, Figlia Carmen          | 49, 43 e 20 anni | Pasticceria Gianni               | San Nicola la Strada | Secondi classificati |
| 3º   |             | Franchini   | Mamma Sandra, Figlio Alessandro, Nuora Alessandra | 59, 33 e 35 anni | Pasticceria Alessandro Franchini | Lecce                | Terzi classificati   |
| 4º   |             | Lago        | Papà Giovanni, Figlio Ciro, Figlio Giulio         | 67, 34 e 30 anni | Pasticceria Lago                 | Napoli               | Eliminati            |
| 5º   |             | Martini     | Nonna Silvana, Figlio Marco, Nipote Gabriele      | 81, 58 e 26 anni | Pasticceria Forno Martini        | Montelupo Fiorentino | Eliminati            |

## Tabella eliminazioni
| Ordine | Episodi    | Episodi    | Episodi   |
| Ordine | 1          | Semifinale | Finale    |
| ------ | ---------- | ---------- | --------- |
| 1      | Palladini  | Franchini  | Palladini |
| 2      | Lago       | Palladini  | Fascarino |
| 3      | Frascarino | Frascarino | Franchini |
| 4      | Franchini  | Lago       |           |
| 5      | Martini    |            |           |

Legenda:
     Il concorrente ha vinto la gara
     Il concorrente ha perso la sfida finale e si classifica al secondo posto della gara
     Il concorrente si classifica al terzo posto della gara
     Il concorrente accede in finale
     Il concorrente ha vinto la prova tecnica
     Il concorrente ha affrontato la prova creativa e/o tecnica, è salvo ed accede alla puntata successiva (l'ordine di chiamata è casuale)
     Il concorrente, al termine di una prova, o della puntata, figura tra gli ultimi 2 o 3 classificati ed è a rischio eliminazione, ma si salva
     Il concorrente è stato eliminato al termine della puntata
|               | 1         | Semifinale | Finale    |  |
| Prova Tecnica | Palladini | Franchini  |           |  |
| Palladini     | SALVI     | FINALISTI  | VINCITORI |  |
| Frascarino    | SALVI     | ULTIMI 2   | SECONDI   |  |
| Franchini     | ULTIMI 2  | FINALISTI  | TERZI     |  |
| Lago          | SALVI     | ELIMINATI  |           |  |
| Martini       | ELIMINATI |            |           |  |

Legenda:
     Il concorrente ha vinto la gara
     Il concorrente ha perso la sfida finale e si classifica al secondo posto della gara
     Il concorrente si classifica al terzo posto della gara
     Il concorrente accede in finale
     Il concorrente ha affrontato la prova creativa e/o tecnica, è salvo ed accede alla puntata successiva (l'ordine di chiamata è casuale)
     Il concorrente, al termine di una prova, o della puntata, figura tra gli ultimi 2 o 3 classificati ed è a rischio eliminazione, ma si salva
     Il concorrente è stato eliminato al termine della puntata

## Riassunto episodi

### Episodio 1
Prima TV: 9 dicembre 2022
In questo primo episodio le 5 famiglie di pasticceri professionisti sono chiamate ad affrontare le tre prove di puntata, al termine della quale porterà una di esse ad essere eliminata.
- La prova vetrina: 30 monoporzioni di Crostata
- La prova tecnica: Torta Nazionale Italiana Campione del Mondo 2021 (di Lorenzo Puca)
- La prova sorpresa: Torta Inaugurazione della propria attività[1]
- Famiglia eliminata: Martini

### Episodio 2 -Semifinale
Prima TV: 16 dicembre 2022
In questo secondo episodio, nonché semifinale, le 4 famiglie di pasticceri professionisti rimaste sono chiamate ad affrontare le tre prove di puntata, al termine della quale porterà una di esse ad essere eliminata e le altre tre ad accedere alla finale.
- La prova vetrina: 25 monoporzioni di Chocolate Cake e 25 monoporzioni di Victoria Sponge Cake
- La prova tecnica: Torta Cubo di Rubik (di Cedric Grolet)
- La prova sorpresa: Torta Monumento[2]
- Famiglia eliminata: Lago
- Famiglie finaliste: Franchini, Frascarino, Palladini

## Ascolti
| Puntata    | Messa in onda    | Telespettatori | Share |
| ---------- | ---------------- | -------------- | ----- |
| 1          | 9 dicembre 2022  | 338.000        | 1,60% |
| Semifinale | 16 dicembre 2022 | 351.000        | 1,90% |
| Finale     | 23 dicembre 2022 | -              | -     |
| Media      | Media            | 344.000        | 1,75% |